# Condición climática de Santa Anna

Se le dice popularmente condición climática de Santa Ana a la característica condición climática en la que soplan fuertes vientos del desierto, particularmente en la zona norte de Baja California (Ensenada, Rosarito y Tijuana).
La mayoría de estos vientos se registran en octubre y tienen una duración de uno a varios días, usualmente no más de dos o tres, días en los que el aire está completamente seco y la ropa se seca en cuestión de horas.
- Datos: Q5782561